# 都城市立梅北小学校
都城市立梅北小学校（みやこのじょうしりつ うめきたしょうがっこう）は、宮崎県都城市梅北町にある公立の小学校。

## 概要
歴史
1872年（明治5年）に郷校として創立。現校名となったのは1967年（昭和42年）。2022年（令和4年）に創立150周年を迎えた。
校章
1965年（昭和40年）に制定。梅の花弁を背景にして、中央に校名の頭文字である「梅」の文字を配している。
校歌
1955年（昭和30年）に制定。作詞は梅北兼光、作曲は石田良男による。歌詞は3番まであり、各番の歌詞中に校名の「梅北」が登場する。
通学区域
都城市のうち、「梅北町（一部）」。
中学校区は都城市立中郷中学校。

## 沿革
- 1872年（明治5年） - 梅北字尾崎の貴船寺を廃し、「梅北村郷校」が創立。
- 1873年（明治6年）- 学制の頒布により、「梅北小学校」に改称。
- 1884年（明治17年）10月 - 嫁塚小学校[2]を統合。川内に移転。
- 1886年（明治19年）- 小学校令施行により、尋常科（4年制）を設置の上、「尋常梅北小学校」に改称。
- 1889年（明治22年）5月1日 - 町村制の施行により、北諸県郡3村（梅北、安久、豊満）が合併の上、「中郷村」が発足。
- 1892年（明治25年）- 「梅北尋常小学校」に改称。
- 1897年（明治30年）12月 - 現在地に移転。
- 1900年（明治33年）
  - 7月 - 中郷高等小学校が開校。尋常小学校修了者の中で希望者が授業料を払って通学した。
  - 10月 - 大浦分教場を設置。
- 1908年（明治41年）
  - 4月 - 改正小学校令により、尋常科（義務教育年限）が4年制から6年制に改められる。尋常科5年を新設。
  - 10月16日 - 校舎を増築。この日を創立記念日とする。
- 1909年（明治42年）4月 - 尋常科6年を新設。
- 1911年（明治44年）8月 - 中郷高等小学校の廃止に伴い、高等科（2年制）を併置の上、「梅北尋常高等小学校」に改称。
- 1915年（大正4年）9月 - 校舎を一部増築。校地を拡張。
- 1934年（昭和9年）8月 - 新校舎を増築。
- 1941年（昭和16年）4月1日 - 国民学校令施行により、「中郷村梅北国民学校」に改称。尋常科を初等科に改める。
- 1944年（昭和19年）10月23日 - 大浦分教場校舎を改築。この日を大浦分教場の創立記念日とする。
- 1947年（昭和22年）- 学制改革が行われる（六・三制の実施）。
  - 4月1日 - 国民学校初等科は、新制小学校「中郷村立梅北小学校」に改組・改称。
  - 5月1日 - 国民学校高等科は、青年学校普通科とともに、新制中学校「中郷村立中郷中学校」に統合される。
- 1948年（昭和23年）10月 - 大浦分校を増築。
- 1953年（昭和28年）5月 - 明治41年・大正4年建築の校舎を改築。
- 1955年（昭和30年）2月11日 - 校歌を制定。
- 1961年（昭和36年）5月 - 体育館が完成。
- 1964年（昭和39年）
  - 3月31日 - 大浦分校を廃止。
  - 9月 - プールが完成。
- 1965年（昭和40年）
  - 3月 - 鉄筋コンクリート造2階建て新校舎（10教室）が完成。
  - 9月 - 校章を制定。
- 1967年（昭和42年）3月3日 - 都城市との合併により、「都城市立梅北小学校」（現校名）に改称。
- 1968年（昭和43年）10月 - 梅北小学校発祥の地に、有志で「教育の塔」を建立。
- 1972年（昭和48年）10月16日 - 創立100周年記念式典を挙行。
- 1978年（昭和53年）3月 - 管理棟が完成。
- 1979年（昭和54年）5月 - 運動場を整備。
- 1980年（昭和55年）5月 - 校門を改装。
- 1990年（平成2年）7月 - ケヤキを学校の木、ウメを学校の花に制定。
- 2008年（平成20年）7月 - 北校舎が完成。
- 2015年（平成27年）4月 - プールを改修。
- 2022年（令和4年）10月16日 - 創立150周年記念式典を挙行。

## 交通アクセス
最寄りの鉄道駅
- JR九州 日豊本線 「西都城駅」・「五十市駅」

最寄りのバス停留所
- 宮崎交通バス（宮交バス）「梅北小学校前」停留所

最寄りの幹線道路
- 鹿児島県道・宮崎県道109号飯野松山都城線
- 都城志布志道路 「金御岳IC」

## 周辺
- 梅北保育園
- 梅北郵便局